# Semelvillea
Semelvillea is een geslacht van kevers uit de familie bladkevers (Chrysomelidae).
De wetenschappelijke naam van het geslacht werd in 1991 gepubliceerd door Reid.

## Soorten
- Semelvillea acaciae Reid, 1991
- Semelvillea bunyae Reid, 1991
- Semelvillea eungellae Reid, 1991
- Semelvillea hirsuta Reid, 1991
- Semelvillea nothofagi Reid, 1991
- Semelvillea parva Reid, 1991
- Semelvillea punctata Reid, 1991
- Semelvillea tasmaniae Reid, 1991
- Semelvillea waraganji Reid, 1991